# Olghina di Robilant
Olghina di Robilant, de son nom complet Olga Nicolis di Robilant e di Cereaglio, née à Venise en Italie le 3 novembre 1934 et morte le 26 novembre 2021 à Limido Comasco une commune de la province de Côme, est une journaliste et une écrivaine italienne.

## Biographie
Fille du comte italien Carlo Nicolis di Robilant et de son épouse l'Américaine Caroline Kent, Olghina di Robilant grandit à Venise, où sa famille habite le Palazzo Mocenigo. En 1943, le père d'Olghina rejoint la résistance et la famille part à Rome, où l'enfant passe les dernières années de la Seconde Guerre mondiale. Le conflit terminé, Olghina part aux États-Unis avec sa mère et son frère, Federico Nicolis di Robilant. Rentrée en Europe en 1946, Olghina séjourne avec sa famille au Portugal. Chez sa tante, la marquise de Cadaval (pt), elle rencontre le roi Humbert II d'Italie et sa famille, exilés à Estoril.
En 1948, Olghina part étudier en Suisse, où ses parents l'inscrivent à l'Institut La Combe puis au collège Riante Rive de Lausanne. De retour en Italie, elle suit des cours à l'Académie des beaux-arts de Venise. En 1950, la jeune fille s'installe au Portugal avec son père, où ce dernier est parti vivre après son divorce. Elle y reste dix ans, ne faisant plus que quelques séjours à Rome, où elle collabore ponctuellement avec les mondes du cinéma et du journalisme.
En 1958, Olghina di Robilant revient vivre en Italie, dans la grande époque de la dolce vita. À Rome, elle commence une carrière dans le journalisme. Un an plus tard, elle provoque un scandale en accouchant, en France, d'une petite fille prénommée Paola, alors qu'elle est encore célibataire. L'identité du père de l'enfant fait ensuite couler beaucoup d'encre, d'autant qu'Olghina a longtemps été la maîtresse du prince Juan Carlos d'Espagne.
À partir de 1960, Olghina di Robilant travaille pour le journal Lo Specchio, tout en collaborant avec d'autres journaux italiens et étrangers, comme People et Esquire. En 1970, elle quitte Lo Specchio pour Momento Sera, journal dans lequel elle assume pratiquement le rôle de rédactrice en chef.
Parallèlement, elle épouse, en 1966, l'artiste Antonello Aglioti, avec lequel elle a une autre fille, Valentina, née en 1972. Elle collabore ensuite avec Il Giornale d'Italia et d'autres journaux, pour lesquels elle écrit des chroniques d'opinion et des interviews. Dans les années 1980, elle publie, sous pseudonyme, onze romans d'amour. Finalement, en 1985, elle écrit son premier roman sous son propre nom Alvise e Alessandra. En 1991, elle publie son autobiographie Sangue Blu puis deux autres livres Nobiltà et Snob.
Par la suite, Olghina di Robilant publie son propre blog : Olgopinions.
Olghina di Robilant est morte le 26 novembre 2021 à Limido Comasco, une commune de la province de Côme à l'âge de 87 ans